# Pierre Gagnaire
Pierre Gagnaire (nascido em 9 de abril de 1950 em Apinac, Loire) é um chef francês e proprietário do restaurante homônimo Pierre Gagnaire na 6 rue Balzac em Paris (no 8º arrondissement). Gagnaire é um chef iconoclasta na vanguarda do movimento da cozinha de fusão. Começando sua carreira em St. Etienne, onde ganhou três estrelas Michelin, Gagnaire rompeu com as convenções da culinária clássica francesa ao introduzir justaposições chocantes de sabores, gostos, texturas e ingredientes. Em seu site, Gagnaire declara sua missão como o desejo de administrar um restaurante que 'volta para o amanhã, mas respeita o ontem' ("tourné vers demain mais soucieux d'hier" ).

## Na Europa
O restaurante Pierre Gagnaire é especializado em cozinha francesa moderna e conquistou três estrelas Michelin. Gagnaire também é chefe de cozinha do Sketch em Londres.   Em 2005, ambos os restaurantes foram classificados no S.Pellegrino World's 50 Best Restaurants pela revista da indústria Restaurant ,  com Pierre Gagnaire ocupando o terceiro lugar por três anos consecutivos (2006, 2007 e 2008).   

## Prêmios
Em 2015, Gagnaire ganhou o prêmio de Melhor Chef do Mundo.  